# Droga krajowa 105 (Argentyna)

Ruta Nacional 105 (czerwony kolor)

Droga krajowa 105 (hiszp. Ruta Nacional 105) – droga w prowincji Misiones w Argentynie o długości 35 km. Zaczyna się od Drogi krajowej 12 w Villalonga w pobliżu Posadas i biegnie do Drogi krajowej 14 w San José.